# Магазинчик самоубийств
«Магазинчик самоубийств» (фр. Le Magasin des suicides) — франко-канадско-бельгийский полнометражный мультфильм 2012 года, реализованный Патрисом Леконтом. Сюжет основан на одноимённом романе Жана Толе. Мультфильм был показан на фестивалях в 2012—2013 годах.

## Сюжет
Сюжет разворачивается вокруг французской семьи Тюваш, которая держит магазин со средствами для разных видов самоубийств: петли, яды, кинжалы, револьверы. Магазинчик имеет девиз «Умрите, или мы вернем вам деньги». Семейка состоит из отца Мишимы, матери Лукреции, дочери Мерлин и сына Винсента. Но тут в семье пополнение — Лукреция рожает сына, которого называют Аланом. И вот посетительница магазина замечает, что он улыбается. Родители перепуганы, потому что «в семье Тюваш не улыбаются». Алан — очень жизнерадостный ребёнок, и несмотря на воспитание и вообще весь окружающий мир, где люди больше не смеют смеяться, а за суицид в публичном месте полагается штраф, он пытается быть позитивным. И вот он решается вместе с друзьями на отчаянный шаг — он берёт у дяди своего друга машину и включает музыку возле магазинчика настолько громко, что разбивает весь товар. В это время Мерлин влюбляется в одного посетителя из Британии, и он в неё тоже, тем самым спасая себя от суицида. Мать даёт добро, но с условием «если вы поможете мне убраться здесь». После уборки они устраивают пикник и думают сделать из магазинчика блинный ресторанчик. Но тут просыпается больной Мишима и с мечом носится за Аланом. Они выбираются на крышу одного из домов. Алан с вопросом «Ты простишь меня, если я рассмешу тебя?», падает с крыши. Но тут же возвращается в образе самого Мишимы с ядами, ножами и прочим. Отец рад возвращению сына и прощает его. В итоге семья совершенно завязывает со смертью и старается только улучшить мир.

## Персонажи

##### Мишима Тюваш
Мрачный владелец магазинчика. Истинно переживает за своё дело. Но глубоко в душе его грызёт совесть за такую «помощь» людям. Вспыльчив. Но со временем меняется, хоть это даётся ему непросто, ведь даже когда они завязали со смертью он из-под полы продавал блинчики с цианидом.

##### Лукреция Тюваш
Жена Мишимы. Сильная духом женщина, но тем не менее тоже в отчаянии из-за магазинчика. Часто ругает Алана, ставя ему в пример Винсента или Мерлин.

#### Мерлин Тюваш
Дочь, старший ребёнок в семье, по определению матери «уродливая и бесполезная», имеет увлечение — петли. Влюбляется в парня, чем спасает его от суицида. Становится более открытой и доброй.

#### Венсан Тюваш
Мрачный ребёнок, поистине пример для подражания в семье Тюваш. После уничтожения магазинчика становится поэтом.

#### Алан Тюваш
Ребёнок, которому на роду было написано стать мрачным, но нет. Алан вырос жизнерадостным и изменил своим жизнелюбием мир вокруг себя.

#### Красивый парень
Парень из Британии, который влюбился в Мерлин.